# Fidelia Brindis Camacho
Fidelia Brindis Camacho (Ocozocoautla, 22 de noviembre de 1889 - 26 de julio de 1972) fue maestra normalista, periodista, feminista, y activista mexicana por el sufragio femenino y la participación ciudadana.
Fue la primera mujer en fundar un periódico en Chiapas, El Altruista en 1919. Luchó por impulsar el derecho al voto de las mujeres chiapanecas y fue una de las pioneras del movimiento feminista de México. En 1943 fue nombrada Supervisora de Escuelas Normales a nivel nacional, cargo que desempeñó hasta su jubilación.

## Trayectoria
Comienza sus estudios en su ciudad natal, Ocozocoautla, para después moverse a la capital del estado, Tuxtla Gutiérrez. En 1910 participa en la organización de la Liga Antialcohólica Chiapaneca con el objeto de hacer propaganda en favor de la revolución. El 3 de diciembre de 1914 recibe el título de maestra normalista. Conoce en esa época a  María Hernández Zarco, con quien hace amistad y posteriormente colaboran para la impresión de los discursos del político liberal Belisario Domínguez. Se asume como maderista desde 1910 y en 1914 apoya con recursos económicos el levantamiento encabezado por Luis Espinosa en contra del régimen del general Victoriano Huerta. La profesora Fidelia Brindis es reconocida como una de las activistas destacadas en la participación de la mujer en las transformaciones pretendidas en esos años. Forma parte del grupo de mujeres cuyas acciones pugnaron por la igualdad entre los géneros y por la vigencia del Estado de Derecho durante el trance revolucionario.

En 1919, Brindis funda el periódico El Altruista, publicación que promueve la educación de la mujer y la fraternidad en el magisterio. Se desempeña como editora del periódico, en el cual también participan  la diputada Florinda Lazos León, como secretaria y Sofía Calderón, como administradora. Los principales objetivos de las publicaciones de El Altruista fueron promover el desarrollo de la mujer, las personas trabajadoras del campo y de la ciudad. Publica artículos en otras revistas y periódicos de la época, como Chiapas Nuevo de 1911 a 1913. En un artículo publicado en El Altruista escribe: 
La Mujer no debe rivalizar con el hombre, sino mantenerse dignamente a su lado. 
Se traslada a la Ciudad de México en 1921 para realizar una especialización en la Escuela Normal Superior e ingresa a la Facultad de Filosofía donde estudia Geografía e Historia. Funda el Centro de Educación Especial en Iztapalapa en el Estado de México, donde es nombrada Directora. 
En 1925 en el Estado de Chiapas se concedió a la mujer de los 18 años de edad en adelante los mismos derechos políticos del hombre. Entre 1923 y 1925 en Yucatán y Tabasco se concede la igualdad jurídica a la mujer para votar y ser votada en puestos de representación popular, esto permitió el inicio de las primeras diputadas locales como Fidelia Brindis.
Durante su estancia en la Ciudad de México, permanece en contacto con agrupaciones feministas en Chiapas, con quienes en 1934 funda el Bloque de Mujeres de Acción Revolucionaria y el Gremio de Tortillerías. Fidelia Brindis es considerada como una de las pioneras del movimiento feminista de México. En 1935 participa junto con María del Refugio García en el Frente Único Pro Derechos de la Mujer. Se llegó a estimar que en el Frente Único Pro Derechos de la Mujer (FUPDN) se agruparon más 50 mil mujeres.

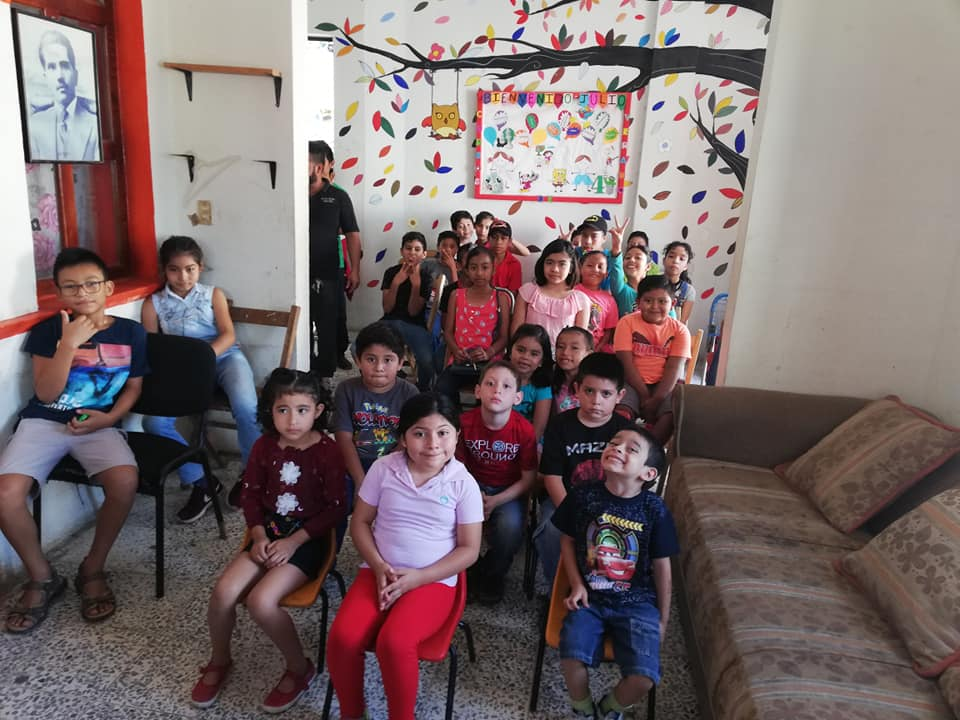
Casa de la Cultura Profesora Fidelia Brindis Camacho en el municipio de Ocozocuautla, Chiapas, México

Durante su trayectoria de 43 años ininterrumpidos como maestra, participa en el movimiento para crear el Seguro del Maestro y la instalación de la Dirección de Pensiones Civiles. Así mismo, combate por la creación de la Ley de Inamovilidad del Magisterio. En 1969, asume el cargo primera Regidora del Ayuntamiento de Ocozocoautla. Un año después, se desempeña como Presidenta Municipal Sustituta, y se convierte en la primera mujer en la historia de Chiapas en este cargo.
Brindis dona parte de sus bienes a la Secretaría de Educación Pública del Estado, para una sala de conferencias, una escuela, y una casa para ancianos, que años después se convirtiera en la Casa de la Cultura, la cual lleva su nombre. Su biblioteca particular, de unos cinco mil volúmenes, fue donada a la Universidad de Ciencias y Artes de Chiapas.
Dentro de su obra escrita se destaca por ser autora de la biografía del C. Teniente Coronel Luis Espinosa. Perteneció a  la Liga Central Femenil del Distrito Federal, por este cargo, visitó Italia, Grecia, España, Rusia, Alemania, Inglaterra y Francia. En París se inició en la masonería femenina y desde entonces fue reconocida como seguidora de los ideales masónicos. 
Fallece el 26 de julio de 1972, y es despedida con honores en su tierra natal Ocozocoautla, Chiapas.